# Czyżówki
Czyżówki, zwane też Wilczymi Skałami – skały w Ojcowskim Parku Narodowym. Znajdują się na orograficznie lewym, zalesionym zboczu Doliny Prądnika, nad grupą domów należącego do Ojcowa osiedla Czyżówki. Ze skały Jonaszówka w zboczu tym widoczne są 4 grupy skał; kolejno od lewej są to: Czyżówki, Figowe Skały, Ostrogi i Skała Bystra.
Czyżówki to kompleks kilku ostańców rozciągający się od dna Doliny Prądnika (316 m n.p.m.) do wysokości 388 m n.p.m.. Po północnej stronie ciągną się po wąwóz Wilczy Dół. Skały zbudowane są z pochodzących z jury skalistych wapieni. Pod koniec trzeciorzędu wody Prądnika w wierzchowinie wyżłobiły wciętą na głębokość około 100 m dolinę.
Zbocze, na którym znajdują się Czyżówki ma bardzo zróżnicowane warunki mikroklimatyczne. Porośnięte jest zwartym lasem, głównie bukowo-grabowym. Na niewielkiej powierzchni (4 ha) botanicy wyróżnili tutaj aż 4 zespoły roślinności. Z rzadkich roślin rośnie paproć języcznik zwyczajny. Na zboczu Czyżówek utworzono stałą powierzchnię badawczą Ojcowskiego Parku Narodowego. Prowadzone są m.in. obserwacje tempa zanikania naskalnych muraw kserotermicznych i zarastania skał przez zbiorowiska leśne.

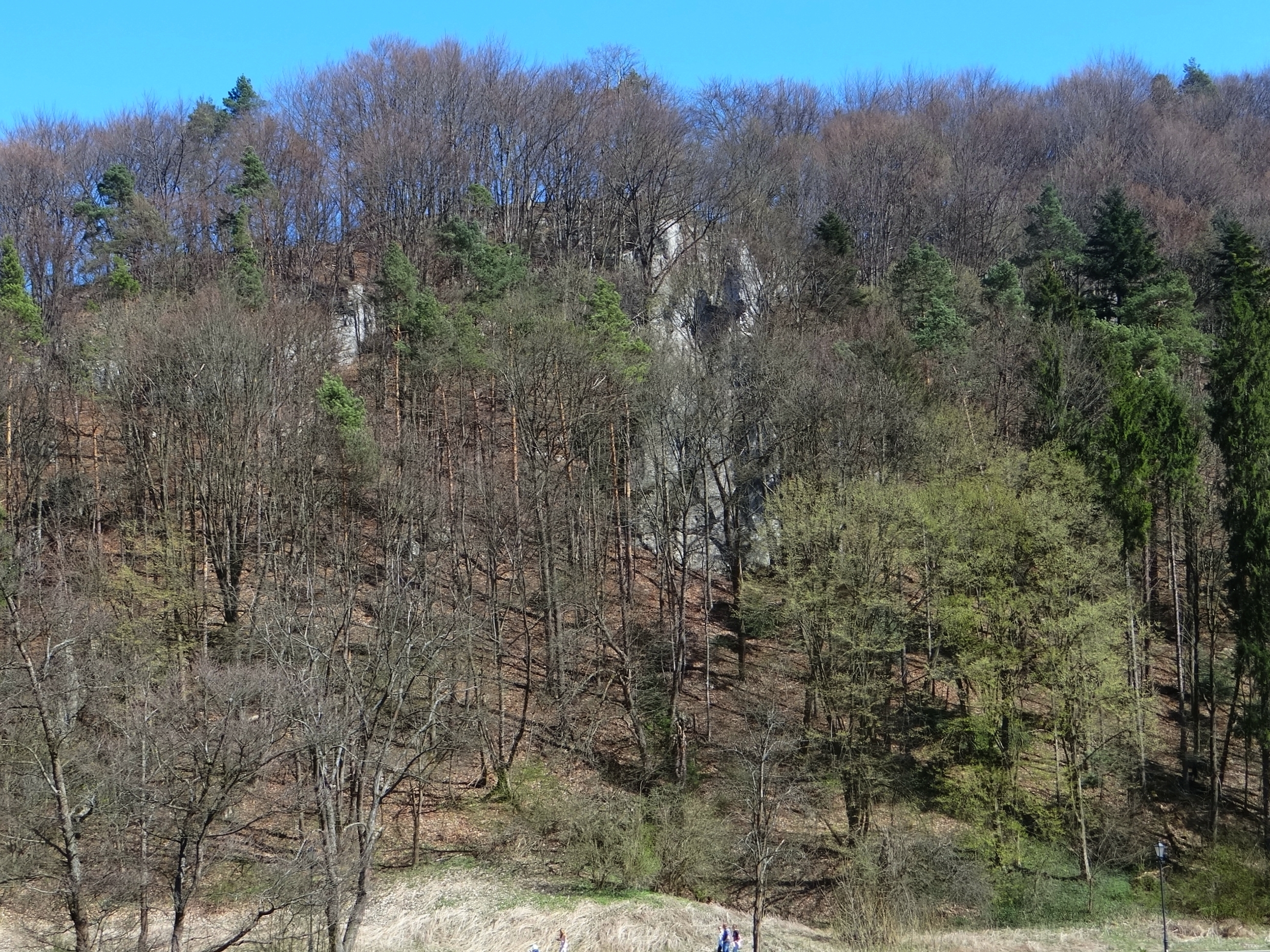
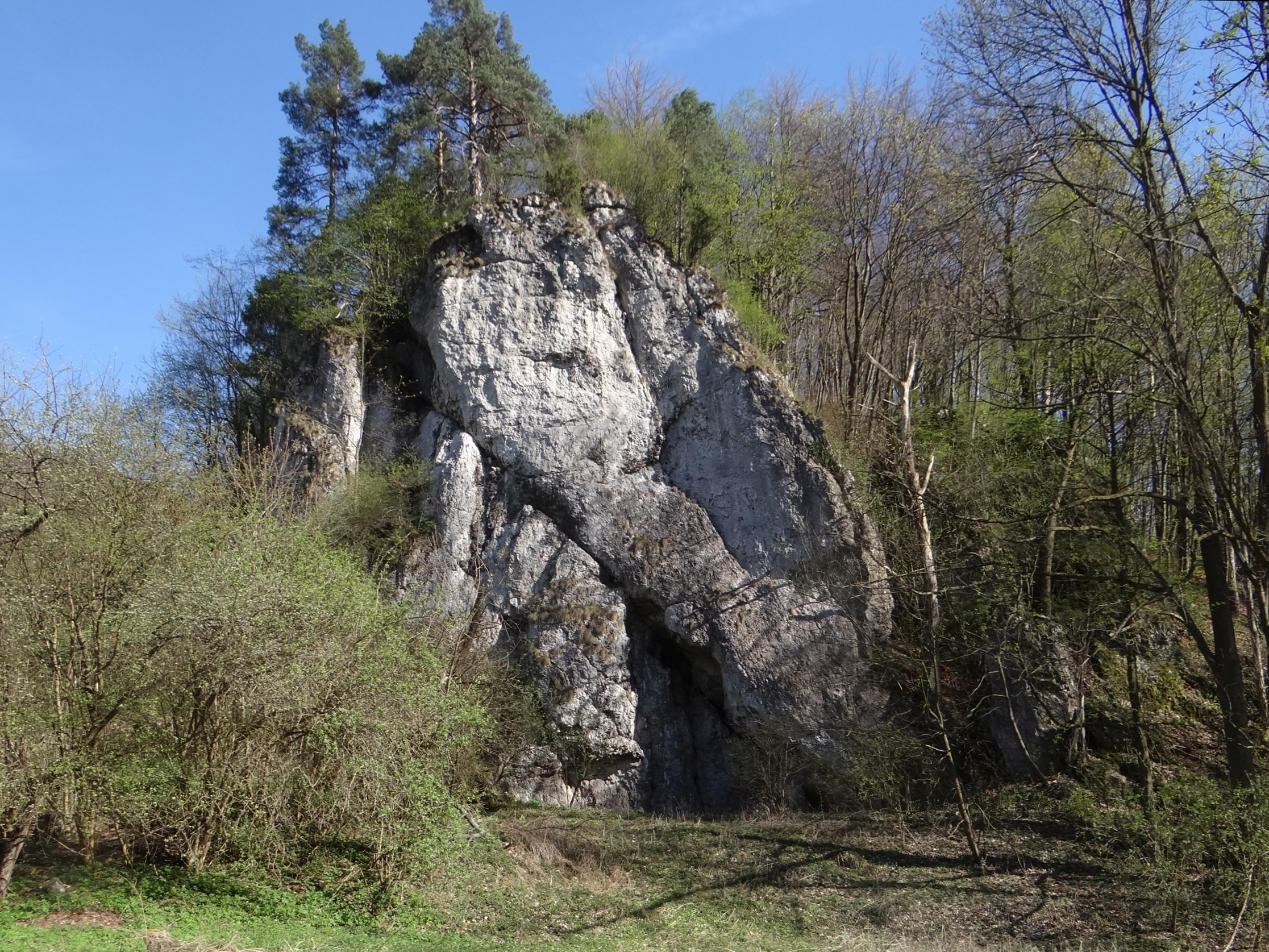
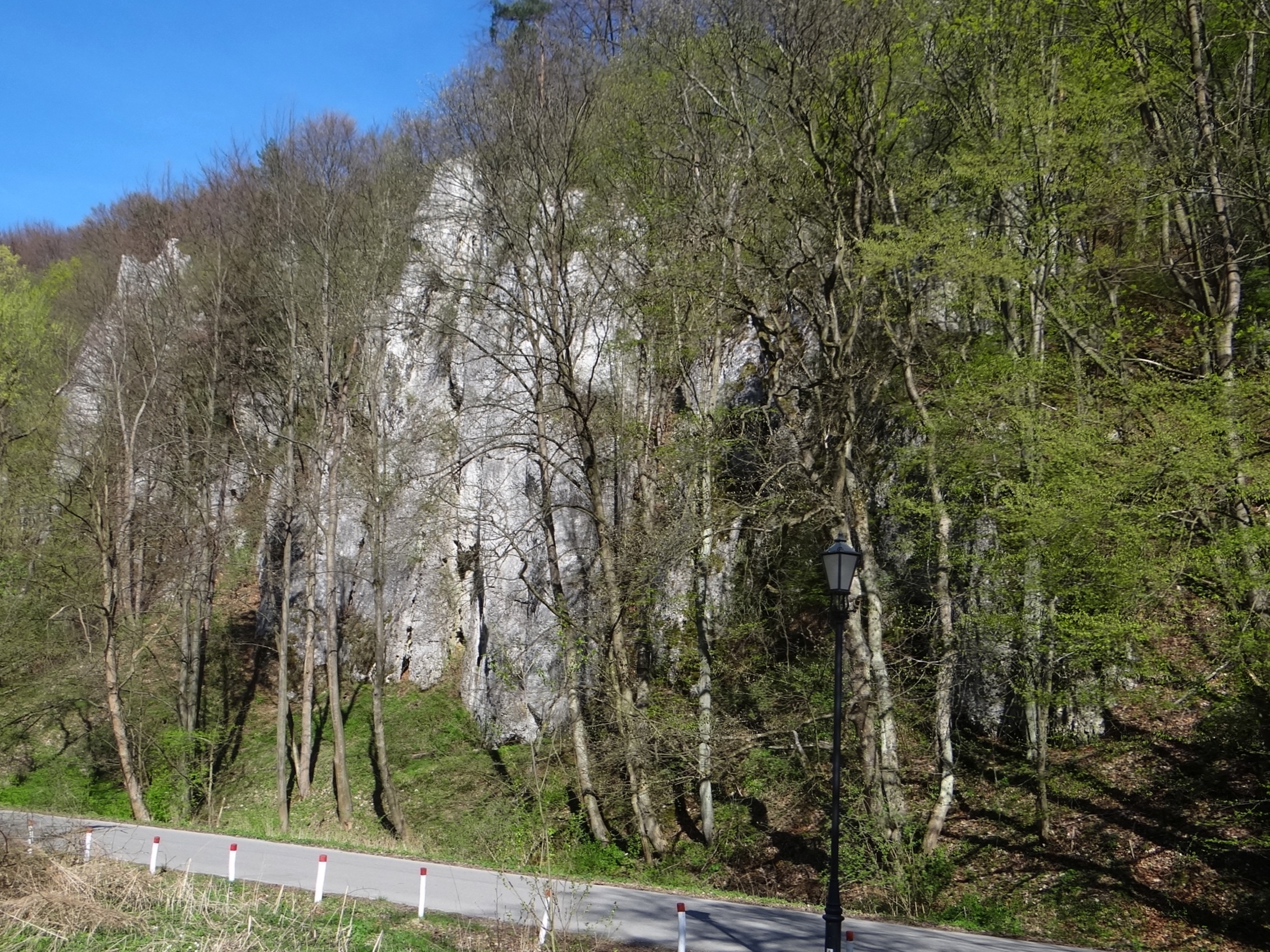
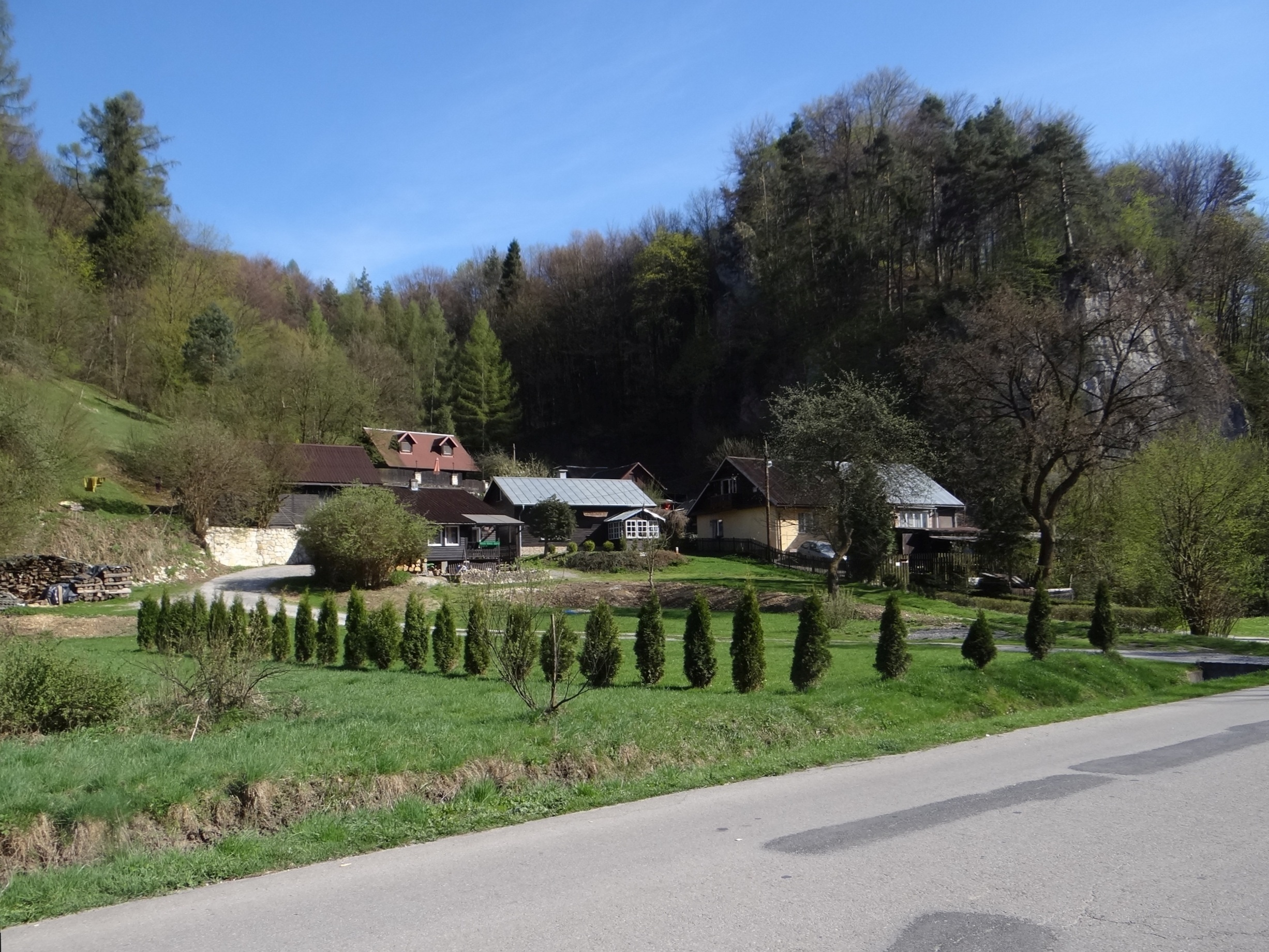